# Carnal Forge
Carnal Forge ist eine Melodic-Death-/Thrash-Metal-Band aus Västerås (Schweden). 

## Geschichte
Die Band wurde 1997 von den ehemaligen In-Thy-Dreams-Mitgliedern Stefan Westerberg (Schlagzeug) und Jari Kuusisto (Gitarre) gegründet. Jonas Kjellgren, Johan Magnusson und Dennis Vestman komplettierten die erste Besetzung. Noch im Gründungsjahr wurde das erste Demo Sweet Bride aufgenommen. Die Band wurde von WAR Records unter Vertrag genommen und veröffentlichte 1998 das Debütalbum Who's Gonna Burn. Es folgte der Wechsel zu Century Media. Nach dem zweiten Album Fire Demon verließ der Bassist Dennis Vestman die Band und wurde durch Lars Linden ersetzt. 
In den folgenden vier Jahren veröffentlichte die Band drei weitere Alben und eine DVD. 2005 kam es zu einem kurzzeitigen Streit mit der finnischen Band Children of Bodom, die ihr damaliges neues Album Are You Dead Yet? nannten. Carnal Forge hatten im Jahr zuvor das Album Aren't You Dead Yet? veröffentlicht. Ebenfalls 2005 verließ Sänger Jonas Kjellgren die Band um sich auf Scar Symmetry zu konzentrieren. Nachfolger wurde der spanischstämmige Jens C. Mortensen. 
Anfang 2007 unterzeichnete die Band einen Vertrag bei Candlelight Records. Im Juni 2007 erschien das sechste Album Testify for My Victims. Während der Aufnahmen hat die Band zwei vorproduzierte Alben verworfen, weil die Mitglieder nicht zufrieden mit dem neuen Material waren.

## Sonstiges
Im Februar 2011 stieg Schlagzeuger Stefan Westerberg als Bassist bei der Band Skineater ein.

## Diskografie
- 1997: Sweet Bride (Demo)
- 1998: Who's Gonna Burn
- 2000: Fire Demon
- 2001: Please... Die!
- 2003. The More You Suffer
- 2004: Aren't You Dead Yet?
- 2004: Destroy Live (DVD)
- 2007: Testify for My Victims
- 2019: Gun to Mouth Salvation